# Окита, Джонатан
Джоната́н Юла́ Окита́ (фр. Jonathan Yula Okita; род. 5 октября 1995 или 5 октября 1996, Кёльн, Северный Рейн-Вестфалия) — конголезский футболист, вингер клуба «Бодрум».

## Клубная карьера
Окита — воспитанник бельгийских клубов «Брайной» и «Тюбиз». 10 августа 2013 года в матче против «Франс Борейн» он дебютировал в бельгийской Челлендж-лиге. В 2016 году Окита перешёл в льежский «Стандард». 17 апреля в матче против «Мускрон-Перювельз» он дебютировал в Жюпиле Лиге. В том же году Джонатан на правах аренды перешёл в «Руселаре», но так и не дебютировал за основной состав. В начале 2017 года Окоти был арендован «Юнионом». 8 апреля в матче плей-офф против «Васланд-Беверен» он дебютировал за основной состав.
Летом 2017 года Окита перешёл в нидерландский «МВВ Маастрихт». 18 августа в матче против «Гоу Эхед Иглз» он дебютировал в Эрстедивизи. В этом же поединке Джонатан сделал «дубль», забив свои первые голы за «МВВ Маастрихт». 6 апреля 2018 года в матче против «Хелмонд Спорт» он сделал хет-трик.
Летом 2018 года Окита перешёл в НЕК. 27 августа в матче против дублёров «Утрехта» он дебютировал за новую команду. 8 сентября в поединке против «Роды» Джонатан забил свой первый гол за НЕК. 15 марта 2019 года в матче против «Ден Босх» он сделал хет-трик. Летом 2022 года Окита перешёл в швейцарский «Цюрих». 16 июля в матче против «Янг Бойз» он дебютировал в швейцарской Суперлиге. В поединке против «Серветта» Джонатан сделал дубль, забив свои первые голы за «Цюрих».

## Международная карьера
10 октября 2021 года в отборочном матче чемпионата мира 2022 против сборной Мадагаскара Окита дебютировал за сборной ДР Конго.